# Saint-Laurent-de-Cuves
Saint-Laurent-de-Cuves är en kommun i departementet Manche i regionen Normandie i norra Frankrike. Kommunen ligger i kantonen Saint-Pois som tillhör arrondissementet Avranches. År 2022 hade Saint-Laurent-de-Cuves 499 invånare.

## Befolkningsutveckling
Antalet invånare i kommunen Saint-Laurent-de-Cuves
| Referens: INSEE |